# Halmstads församling (före 1962)
Halmstads församling var en församling i  Göteborgs stift och i nuvarande Halmstads kommun. Församlingen uppgick 1962 i S:t Nikolai församling.

## Administrativ historik
Församlingen bildades på 1200-talet genom utbrytning ur Övraby församling. Ur denna utbröts 1962 Martin Luthers församling samtidigt som församlingen namnändrades till S:t Nikolai församling.
Församlingen var till 1563 annexförsamling i pastoratet Övraby och Halmstad för att från 1563 till 1962 vara moderförsamling i pastoratet Halmstad, Övraby och Holm. 

## Organister[2]
| Ämbetstid | Namn                       | Levnadstid | Övrigt   |
| --------- | -------------------------- | ---------- | -------- |
| 1672      | Christopher Kruse (Krause) |            | Organist |
| 1686–1691 | Christopher                |            | Organist |
| 1695      | Johan Caspersson           |            | Organist |
| 1697      | Håkon                      |            | Organist |
| 1698      | Valentin Haak              |            | Organist |
| 1699      | Lindkrook                  |            | Organist |
| 1711–1713 | Johan Harder (Norder)      | –1713      | Organist |
| 1714–1719 | Johan Wadensten            |            | Organist |
| 1720–1722 | Kraus                      |            | Organist |
| 1724–1729 | Johan Wallerius            |            | Organist |
| 1742–1762 | Johan Dybeck               |            | Organist |
| 1807      | Johan Wilhelm Kull         |            |          |
| 1890–     | Felix Körling              | 1864–1937  | Organist |

## Kyrkor
- Sankt Nikolai kyrka